# 链亲和素
链亲和素（英語：Streptavidin，亦称为链霉亲和素）是从细菌亲和素链霉菌中纯化出的一种60kDa的蛋白质。链亲和素同源四聚体对生物素（即维生素B7）具有极高的亲和力。生物素与链亲和素的结合是已知自然界中最强的非共价相互作用之一，其解离常数（Kd）大约是10−14 mol/L。因为链亲和素-生物素复合物对有机溶剂、变性剂（如盐酸胍）、洗涤剂（如SDS与曲拉通）、蛋白水解酶类及极端温度和pH具有良好耐受力，故链亲和素被广泛用于分子生物学与生物纳米技术中。

## 结构

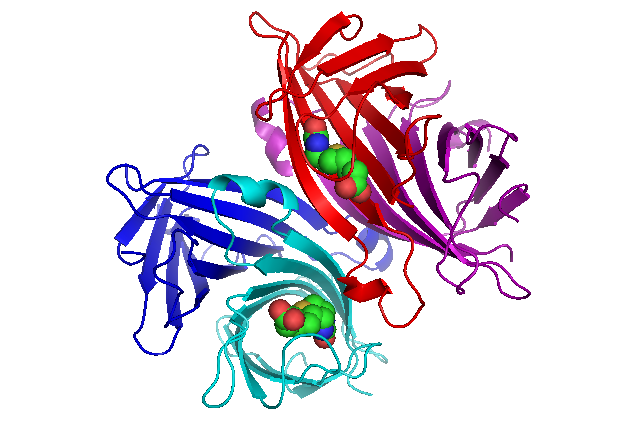
链亲和素四聚体结构，两个生物素结合在其上

链亲和素与生物素结合的晶体结构最初由亨德里克森等人于1989年解析出来。截至2012年2月，共有135张结构图存放于蛋白质数据库中，通过该链接 （页面存档备份，存于）可获得完整列表。159个残基的全长蛋白的N端与C端被加工过以得到一较小的“核心”链亲和素，通常由13～139号残基组成；要获得较高的生物素结合亲和性，须要将N端与C端去除掉。链亲和素单体的二级结构由八个反向平行β-链组成，它们折叠形成反向平行β桶三级结构。结合生物素的位点就位于每一β-桶的一端。四个相同的链亲和素单体（例如四个相同的β-桶）相缔合就会形成链亲和素四聚体四级结构。每个桶中的生物素结合位点由桶内部提供的残基及相邻亚基提供的保守Trp120共同组成。这样，每个亚基对相邻亚基的结合位点都有贡献，因此四聚体可被看作是功能二聚体的二聚体。

## 深入阅读
- Hutchens, T. W.; Porath, J. O. . Clinical Chemistry. 1987, 33 (9): 1502–8  [2013-04-05]. PMID 3621554. （原始内容存档于2005-01-05）.
- Chodosh, Lewis A.; Buratowski, Stephen. . . 2001. 9.7.1–9.7.13. ISBN 978-0-471-14086-3. doi:10.1002/0471140864.ps0907s12.
- Zimmermann, Ralf M.; Cox, Edward C. . Nucleic Acids Research. 1994, 22 (3): 492–7. PMC 523609 . PMID 8127690. doi:10.1093/nar/22.3.492.